# فرقة تشاماناس
تشاماناس The Chamanas ؛ هي فرقة مكسيكية  شكلت في عام 2013، وتتألف من مانويل كالديرون Manuel Calderon)، هيكتور كاريون Héctor Carreón (جيتار)، بولينا رضاPaulina Reza (صوت) واليخاندرو بوستيلوس Alejandro Bustillos (الطبول).

## مسار
هذه المجموعة من الانصهار Fronterizo إيندي البوب، وتستخدم مزيجا فريدا من مختلف الأساليب والأنواع الشعبية التقليدية المكسيكية، والبوب، و البرازيليBossa Nova brasileña؛ و إينديIndie، دانزونDanzon، بما في ذلك الأصوات المظلمة والاصطناعية. تشاماناس، قادرة على خلق اتصال موسيقي بين البلدين.
الحدود بين الباسو وتكساس وسيوداد خواريز وتشيهواهوا، أنتجت هذه الفرقة، والتي تمثل ثقافة هذه الحدود الحضرية ونقلها من خلال الموسيقى.
واحدة من أهم اللحظات حدتث في 5 مايو 2015 مع فرقة Portugal. The Man. أصدرت الفرقة باللغة الاسبانية ""Purple Yellow Red & Blue«. في بداية عام 2015 انضموا إلى السجلات المستقلة، Cassette Méxicoو Nacional Records، ثم أطلقو معهم»Fronterizo«. بعد أول ظهور ناجح له، أصدرت تشاماناس ثلاثة أشرطة فيديو موسيقية وفي نهاية أغسطس 2015، أصدرو البوم يسمى Once Once، والدي سجل في الاستوديو الأسطوري Sonic Ranch؛.»"Once Once" فاز أيضا بأفضل ألبوم بوب في جوائز الموسيقى المستقلة (IMAS) في المكسيك على الصعيد الوطني.
وتمكنت تشاماناس من تقديم حفلات موسيقية مثل فرق Zoe,؛ و Vetusta Morla؛ وEnjambre؛ و Jarabe de Palo؛ و Nina Diaz، وغيرها.
تم ترشيح تشاماناس لأفضل فرقة جديدة في Latin Grammys ؛ عام2016.
في حياتهم المهنية، كانوا في مهرجانات رفيعة المستوى مثل LAMC (NY)؛ Vive Latino (CD.MX.)؛ SXSW؛ JRZ Music Fest؛ ALMAX؛ وتعاونت مع فرق مثل Portugal The Man؛ Beach House؛ Odesza؛ Enjambre؛ Dave Sytek من التلفزيون على الراديو، على سبيل المثال لا الحصر.
في عام 2016 إعادو إصدار ألبومهم الأول المسمى "Once Once Deluxe,"، والدي تضمن ثلاث أغنيات جديدة بعنوان "Murió La Flor"؛ "Ramas" و "Neblina" ودويتو مع Los Angeles Negros.

## معنى الاسم

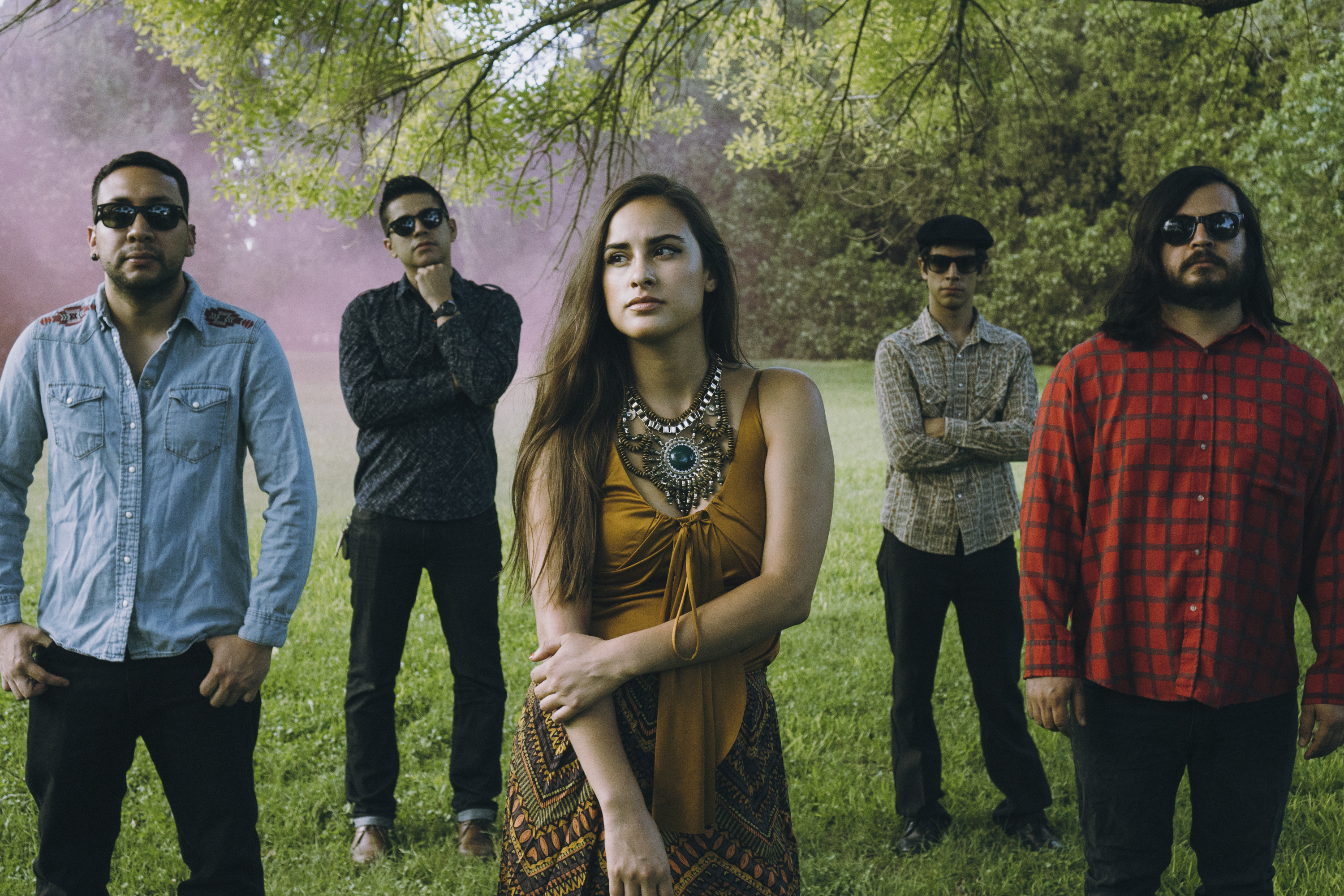

اسم الفرقة يشير إلى  مزيج من الثقافات التي تحدث في منطقة الحدود. "The" في اللغة الإنجليزية و "تشاماناس" باللغة الإسبانية هو اسم مجتمع "بوتشو"Pocho" بسبب الطريقة التي يمكن التحدث بها فهم يتحدثون بلغتين.
ويأتي الاسم أيضا من فكرة أن الموسيقى يمكن أن تغير الطريقة التي يفكر بها الناس ويشعرون، بطريقة إيجابية جدا، مثل العلاج بالموسيقى. و «الشامان» هو الشخص الروحي الذي يمكن أن يشفي مع الطاقة والطب الطبيعي، والموسيقى لديها خصائص الشفاء، الذي أصبح السبب الرئيسي لاختيار الاسم.

## ألبومات
- Fronterizo EP (EP)
- Once Once (2015)
- Once Once (Deluxe) (2016)

## تعاون
- "Regalo de Reyes" Featuring Luis Humberto Navejas (Enjambre)
- "Purple Yellow Red & Blue" versión en español oficial de Portugal. The Man cover
- "Neblina" Featuring Los Angeles Negros.
- Ismael Serrano "Apenas Se Nada de la Vida" Featuring The Chamanas en "La Respuesta" EP
- ODESZA "Everything at Your Feet" featuring The Chamanas. 2017

## أشرطة الفيديو والعروض علي التلفزيون
أصدرت تشاماناس العديد من أشرطة الفيديو والموسيقى بما في ذلك:
- la versión huasteca de "Purple Yellow Red & Blue" de Portugal. The Man, "Alas de Hierro"18 y "Ramas"19 que fueron producidos y *؛dirigidos por Julio Abad y Mundo Lujan en Autumn Leave Film
- "Dulce Mal" dirigido por Paco Ibarra.
- "Te Juro Que Te Amo"20 cover de Los Terricolas que fue grabado exclusivamente con cámaras de teléfonos mobiles.

## المهرجانات
- Vive Latino
- SXSW؛[13]
- Beach House Texas Tour
- Festival Almax
- JRZ Music Fest؛[14]
- LAMC؛[15]

## وصلات خارجية
- فرقة تشاماناس على موقع ميوزك برينز (الإنجليزية)
- فرقة تشاماناس على موقع ديسكوغز (الإنجليزية)